# Péter Kondor
Péter Kondor (* 1968 in Szeged) ist ein ungarischer lutherischer Theologe und seit 2018 Bischof der Süddiözese der Evangelisch-Lutherischen Kirche in Ungarn (ELKU).

## Leben und Wirken
Péter Kondor absolvierte sein Studium an der Evangelisch-Lutherischen Theologischen Universität in Budapest und schloss es 1992 ab. Danach war er im Pfarrdienst der Gemeinden in Nagyszénás-Gádoros (1992 bis 1996), Szarvas-Őtemplon (1996 bis 1998), Kondoros (1998 bis 2001) und Békéscsaba (2001 bis 2018), gleichzeitig nahm er innerhalb der Kirche und auch der Universität zahlreiche Verantwortungsbereiche wahr. 
Am 30. Juni 2018 wurde Péter Kondor im Rahmen eines festlichen Gottesdienstes in der Altkirche (evangélikus ótemplon) in Szarvas (deutsch Hirschfeld) als neu gewählter Bischof des südlichen Kirchenbezirks der ELKU eingeführt. Die Einführung nahm der Leitende Bischof Tamás Fabiny vor. Kondor wurde Nachfolger von Bischof Péter Gáncs.
Péter Kondor ist verheiratet und hat zwei Kinder.